# Sky Brown
Pour les articles homonymes, voir Brown.
Sky Brown (スカイ・ブラウン), née le 7 juillet 2008, est une skateuse anglo-japonaise, qui concourt pour la Grande-Bretagne. Elle est médaillée de bronze en park lors des épreuves de skateboard aux Jeux olympiques d'été de 2020 faisant d'elle la plus jeune médaillée olympique de l'histoire de la Grande-Bretagne, à 13 ans et 28 jours. Elle est également la première championne du monde britannique de skateboard.
Elle remporte pour la deuxième fois consécutive la médaille de bronze lors de l'épreuve de park féminin aux Jeux olympiques d'été de 2024.
Très médiatisée, elle est considérée par certains médias comme la tête d'affiche de la nouvelle jeune génération d'athlètes féminines. Elle remporte en 2018 le programme télévisé américain Dancing with the Stars Juniors et en 2022 le prix du Comeback of the Year 2021 aux Laureus World Sports Awards.

## Biographie
Sky Brown naît à Miyazaki, au Japon d'une mère japonaise et d'un père britannique,. Son nom japonais est Sukai,.
Son père vit aux États-Unis pendant plusieurs années avant de s'installer au Japon. Brown vit à Miyazaki, mais passe environ la moitié de l'année aux États-Unis. Sa famille est composée de skateurs. En 2020, elle dispose d'une rampe de patinage dans son jardin, sa région nataleTakanabe n'ayant pas de skateparks. En dehors du skate, Brown s'intéresse également au surf,,.

## Carrière
Brown n'a pas d'entraîneur de skate ; elle apprend des figures sur YouTube mais s'entraîne parfois avec Shaun White, multiple médaillé olympique en snowboard.
En 2016, à l'âge de 8 ans, Brown participe au Vans US Open, faisant d'elle la plus jeune participante à l'événement. Malgré sa chute lors des séries, les commentateurs sont émerveillés par les figures qu'elle réalisait à un si jeune âge . En 2017, elle arrive deuxième dans la finale continentale asiatique et elle termine dans le top 10 du Vans Park Series de 2018. La même année, elle remporte l'émission de télévision américaine Dancing with the Stars Juniors,.
En 2018, à l'âge de 10 ans, Brown devient une athlète professionnelle, faisant d'elle à l'époque la plus jeune skateuse professionnelle au monde.
En février 2019, elle remporte l'événement Simple Session à Tallinn, en Estonie.
En mars 2019, Brown annonce qu'elle concourra pour la Grande-Bretagne, après avoir déclaré précédemment qu'elle concourrait pour le Japon. Ce changement est dû à « l'approche plus détendue » de la British Skateboarding Association à laquelle elle est plus favorable. La même année, Brown arrive troisième des Championnats du monde de skateboard, et devient la première femme à réussir un frontside 540 aux X Games. Elle termine cinquième à l'événement.
Brown termine troisième aux Championnats du monde de skateboard park 2020 au Brésil.
Le 28 mai 2020, alors qu'elle s'entraîne en Californie, elle chute d'une rampe de half-pipe qui lui laisse plusieurs fractures du crâne et une fracture du poignet et de la main gauche. Elle est transportée par avion à l'hôpital et est signalée comme étant inconsciente à son arrivée. Son père déclare ensuite qu'elle avait « de la chance d'être en vie », tandis que Brown elle-même ajoute que c'était sa pire chute à ce jour, mais qu'elle reste déterminée à repousser les limites et à concourir pour l'or aux Jeux olympiques.
Brown est l'un des cinq Britanniques qui tentent de se qualifier pour les épreuves de skateboard aux Jeux olympiques d'été de 2020, la première fois que le sport sera inclus aux Jeux,.
En juin 2021, elle est nommée dans l'équipe britannique et devient la plus jeune sportive britannique à concourir aux Jeux. Malgré son jeune âge, elle n'est pas la plus jeune athlète à Tokyo, la joueuse de tennis de table syrienne Hend Zaza étant née en 2009. Elle monte sur la troisième marche du podium en park derrière les deux Japonaises, Sakura Yosozumi et Kokona Hiraki. Cette dernière étant elle même un mois et demi plus jeune que Sky Brown. Sa présence sur le podium est assurée grâce à sa dernière et troisième tentative qu'elle finit avec un score de 56.47 points alors qu'elle a chuté pendant ses deux premières tentatives. Brown devient ainsi la plus jeune médaillée olympique dans l'histoire de la Grande-Bretagne, à l'âge de 13 ans et 28 jours.
En juillet 2021, elle remporte la médaille d'or du skateboard park féminin des X Games. En 2022, Brown conserve son titre aux X Games et remporte également l'événement Dew Tour pour la deuxième année consécutive.
Elle remporte le Championnat du monde de skateboard park 2023, devenant ainsi la première championne du monde britannique de skateboard.
En juin 2024, elle se qualifie pour l'épreuve de skateboard park aux jeux olympiques de Paris 2024. Malgré une blessure au genou l'immobilisant depuis avril, elle participe avec précaution à l'évènement de qualification à Budapest en partie pour aider aussi sa meilleure amie tenante du titre olympique Sakura Yosozumi à se qualifier. Cette dernière risquait de ne pas se qualifier aux jeux si Brown ne participait pas, pour maintenir les autres joueuses plus bas dans le classement, en se positionnant parmi les deux premières. Elle termine deuxième assurant sa qualification et celle de Yosozumi. Aux jeux, elle fait un score de 84,75 lors de sa première run qui lui assure une 4e place  qualificative à la fin des séries de qualification pour la finale de l'épreuve. Elle remporte la médaille de bronze en réalisant un score de 92,31 lors de sa dernière run derrière Arisa Trew (93,18) et Kokona Hiraki (92,63).

## Médiatisation
Brown est sponsorisée par Nike, ce qui fait d'elle la plus jeune athlète sponsorisée par Nike au monde. Elle apparaît dans une campagne de pub Nike aux côtés de Serena Williams et Simone Biles et est également soutenue par Almost Skateboards. Brown est impliquée dans l'ONGI Skateistan, qui promeut l'éducation dans les pays pauvres. Elle compte plus de 1,1 million abonnés sur Instagram et plus de 29 millions de vues sur YouTube en 2019.
À l'approche des Jeux olympiques de 2020, des médias britanniques tels que le Daily Telegraph et l'Evening Standard soulignent l'influence de Brown en tant que « star des médias sociaux » avec des millions d'abonnés sur YouTube et Instagram et le journal allemand Die Welt la désigne comme la « tête d’affiche de la très jeune génération d’athlètes féminines ». Le service de streaming Discovery+ publie un documentaire sur Brown dénommé "Reaching the Sky" en juillet 2021. Le journaliste allemand de skateboard David Luther critique « l’énorme machine » de sponsors, de médias sociaux et de télévision derrière Brown, qui fait paraître, à ses yeux, artificielles les apparitions publiques de Brown.

## Prix et distinctions
Le 19 décembre 2021, Brown remporte le prix BBC Young Sports Personality of the Year 2021; elle est de nouveau présélectionnée en 2022.
En avril 2022, elle remporte le prix du Comeback of the Year 2021 aux Laureus World Sports Awards.